# Актинічність
Актинічність, актинічність фотографічна (дав.-гр. aktis, родовий відмінок дав.-гр. aktinos — промінь) — здатність випромінювання чинити фотографічну дію на світлочутливий матеріал.
Актинічне світло — електромагнітне випромінювання, здатне впливати на конкретний світлочутливий матеріал у передбачений спосіб.
Неактинічне світло — електромагнітне випромінювання, що не викликає передбаченої даним світлочутливим матеріалом фотохімічної зміни.

## Кількісна характеристика
Абсолютною мірою актинічності випромінювання є світлочутливість конкретного матеріалу.
Мірою відносної актинічності різних джерел випромінювання може бути відношення освітленостей, створюваних у площині фотографічного матеріалу досліджуваними джерелами, за ідентичних витримок і однакових умов подальшої фізико-хімічної обробки, для отримання однакового фотографічного ефекту (наприклад, щільності негативу).